# きょうとDays
『きょうとDays』（きょうとデイズ）は、京都放送 で2022年4月1日より平日夕方に放送されているローカルニュース番組である。
本項目では、関連番組として日曜日夜に放送されているニュース番組『きょうとSunday』（きょうとサンデー）についても触れる。

## 概要
本番組は、夕方のローカルニュース番組として9年間続いた『newsフェイス』に代わるローカルニュースとしてスタートしている。放送時間は、『newsフェイス』時代の15分間から25分間に拡大している。
京都府内のニュースや地域に密着したスポーツ情報に加えて、京都府内の旬の話題を地元目線で伝える。
2022年4月3日からは、本番組の内容からピックアップして放送する『きょうとSunday』もスタートした。こちらの放送時間は、前番組『sundayフェイス』と同様に15分間である。

## 主なコーナー
きょうとSportsDays
京都府内にこだわったスポーツ情報や特集を放送。京都サンガの選手へのインタビューや最新情報を伝える『とことんサンガ』も放送する。
ふるさとDays
木曜放送。京都府内の26市町村を地場産業や特産品、そこに生きる人々をキーワードにふるさとの魅力を紹介するコーナー
きょうとミュージアム・リンク！
毎月1回放送。京都府内の博物館・美術館の魅力と貴重な展示品を紹介するとともに、ミュージアムを中核とした地域の取組を発信するコーナー

## 出演者
特記のない場合はKBS京都のアナウンサー。
きょうとDays
- キャスター
  - 相埜裕樹 - 月曜・金曜担当（「うまDOKI」が月曜日の祝日に放送される場合は梅山が担当）
  - 梅山茜（オフィスキイワード所属のフリーアナウンサー）- 火曜・水曜・木曜担当（火曜・木曜は『newsフェイス』に引き続いて出演）・月曜日に出演することもある。
- スポーツ担当（月曜・金曜）
  - 佐藤由菜

きょうとSunday
- 澤武博之（『sundayフェイス』に引き続いて出演）

## 放送時間
きょうとDays
- 月曜 - 金曜 17:35 - 18:00

きょうとSunday
- 日曜 22:00 - 22:15